# Seezoo
seezoo（シーズー）は、PHP (CodeIgniter) で開発されたコンテンツ管理システム（CMS）。flintという独自JavaScriptフレームワークを搭載し、<div>領域を直接編集できるスタイルを採用。オープンソースとして無償配布されている。